# Argyrīs Papapetrou
Argyrīs Papapetrou (in greco Αργύρης Παπαπέτρου?; Eginio, 21 febbraio 1965) è un ex cestista greco.

## Carriera
Con la Grecia ha disputato i Campionati mondiali del 1994.

## Palmarès
- Coppa di Grecia: 2

Panathinaikos:	1986, 1992-93